# Semisíntesi
La semisíntesi o síntesi química parcial (en anglès:Semisynthesis o partial chemical synthesis) és un tipus de síntesi química que utilitza compostos químics aïllats de fonts naturals, per exemple a partir de plantes, de bacteris o de cultius de cèl·lules com materials de partida. Aquestes biomolècules normalment són molècules grans i complexes. Aquest concepte s'oposa al de síntesi total en el qual grans molècules són sintetitzades d'una combinació pas a pas de blocs normalment d'origen petroquímic.
La semisíntesi normalment s'utilitza quan el reactiu (molècula precursora) és massa complex estructuralment, massa car o massa ineficient per a ser produït per síntesi total.
Un exemple és la semisíntesi de LSD a partir de l'ergotamina, la qual és aïllada de cultius del fong Claviceps purpurea. La producció comercial de paclitaxel també es basa en la semisíntesi.
La droga antimalària artemether (un component del Coartem) és un derivat semisintètic de l'artemisinina natural la qual, però, és inestable.

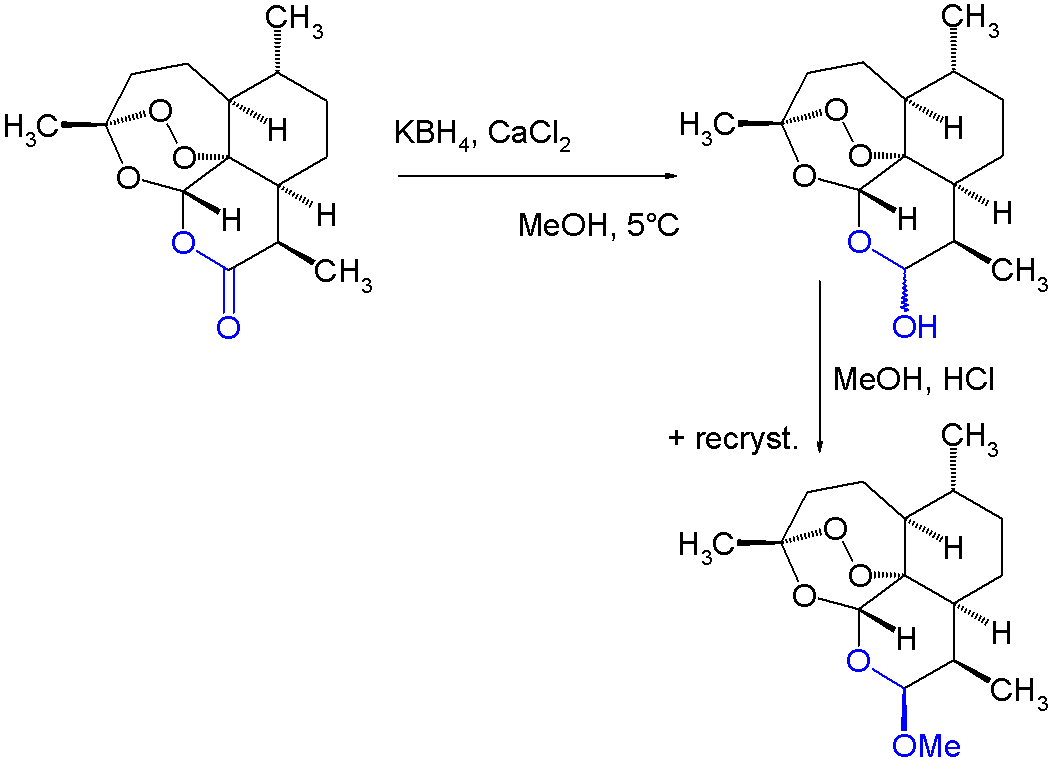
Semisíntesi d'Artemether a partir de l'artemisinina